# Caimanaster acutus
Caimanaster acutus is een zeester uit de familie Asteriidae.
De wetenschappelijke naam van de soort werd in 1962 gepubliceerd door Ailsa McGown Clark.